# Формула Проні
Формула Проні — формула гідравліки, що застосовувалася для розрахунків втрат напору на тертя при русі рідин трубами. Це емпірична формула, отримана французьким математиком та інженером Гаспаром де Проні на початку XIX століття:
{\displaystyle h_{f}={\frac {L}{D}}(aV+bV^{2})},
де
hf — втрати напору на тертя;
L/D — відношення довжини труби до її діаметра;
V — середня швидкість потоку;
a і b — емпіричні коефіцієнти, що враховують тертя.
У сучасній гідравліці перевагу віддають значно зручнішій у розрахунках формулі Дарсі-Вейсбаха, обґрунтування і запис якої було зроблено на основі досвіду використання формули Проні.